# Bazar-Korgon
Bazar-Korgon (kyrgyzsky Базар-Коргон, uzbecky Bozorqoʻrgʻon) je město v Džalal-Abadské oblasti v Kyrgyzstánu. Původně několik velkých vesnic bylo spojeno a povýšeno na město v lednu 2021, kdy zde žilo 41 011 obyvatel. Většina obyvatel jsou etničtí Uzbekové (přibližně 80 procent) a zbývajících 20 % jsou převážně Kyrgyzové. Město má velké tržiště pod širým nebem. Sdílené taxíky do regionálního hlavního města Džalal-Abad odjíždějí každých 15 až 20 minut.